# Albert Malte Wagner

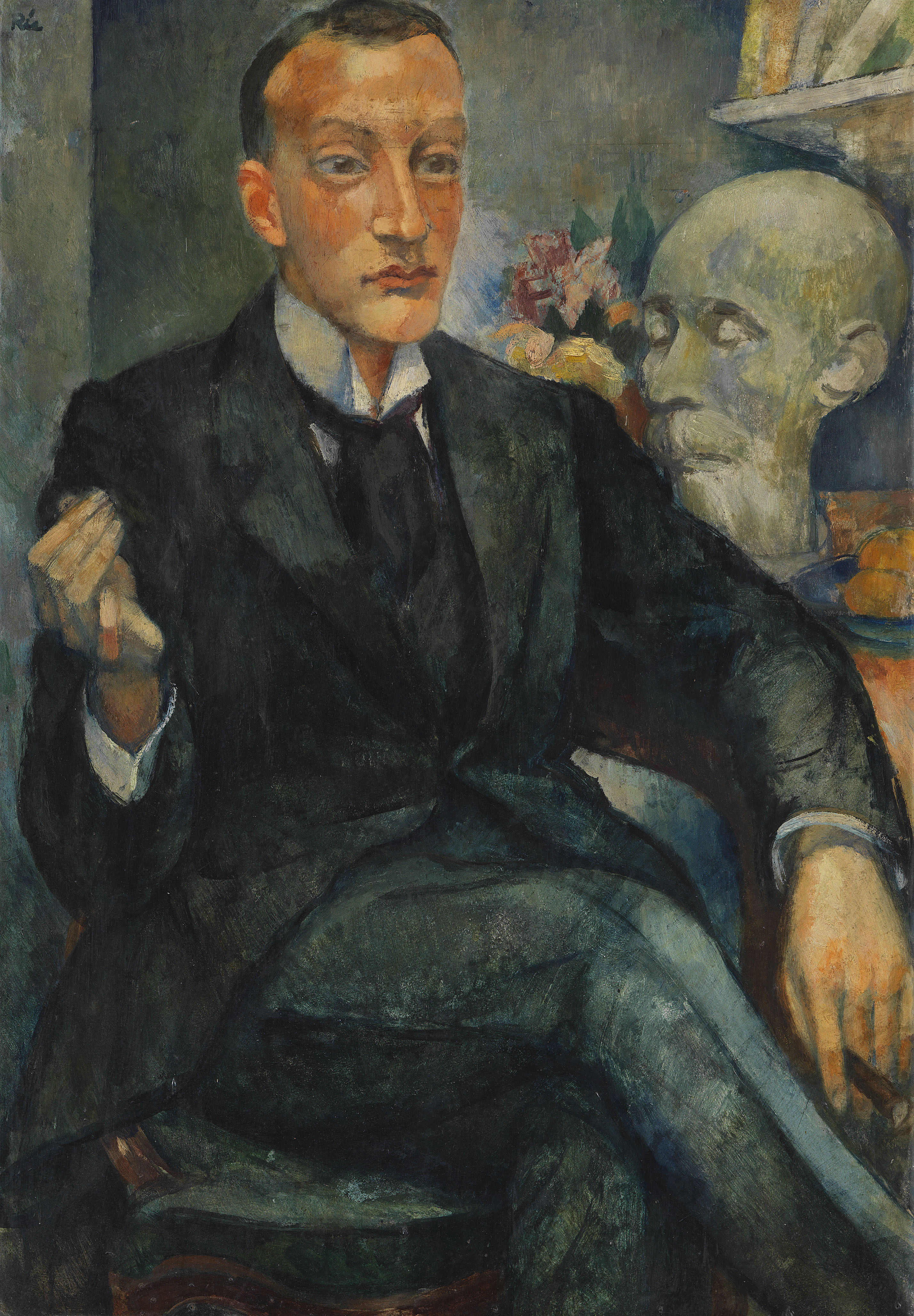
Anita Rée: Porträt Dr. Malte Wagner (1920)

Albert Malte Wagner (* 16. November 1886 in Hamburg; † 1. Februar 1962 in London) war ein britischer Germanist und Literaturhistoriker deutsch-jüdischer Herkunft.

## Leben
Der gebürtige Hamburger Albert Malte Wagner studierte nach abgelegtem Abitur an den Universitäten Freiburg, Berlin und München, bevor er 1910 in München zum Dr. phil. promoviert wurde. Er war in der Folge als Privatgelehrter tätig, nahm anschließend am Ersten Weltkrieg teil, bis er 1919 eine Dozentur an der Universität Hamburg übernahm, zusätzlich arbeitete er als Theaterkritiker für das Hamburger Fremdenblatt. 1924 übersiedelte er nach Nürnberg und wurde Chefredakteur der Nürnberger Nachrichten.
1934 emigrierte Albert Malte Wagner nach Großbritannien, wurde Examiner of the Civil Service Commissioners und lehrte als Professor am Bedford College in London. Die Nationalsozialisten führten ihn auf der Sonderfahndungsliste G.B. des Reichssicherheitshauptamts. Nach Ende des Zweiten Weltkriegs arbeitete Wagner beim Directory of Arms Education, District London, 1949 kehrte Albert Malte Wagner nach Deutschland zurück und wirkte als Professor der deutschen Sprache und Literatur, Geschichte und Soziologie der europäischen Literaturen an der Universität Jena. Der 1955 nach seiner Versetzung in den Ruhestand nach Großbritannien zurückgekehrte Wagner verstarb 1962 75-jährig in London.

## Schriften
- Friedrich Hebbels dramatischer Stil. Dissertation, Ludwig-Maximilians-Universität zu München, 1910.
- Goethe, Kleist, Hebbel und Das Religiöse Problem Ihrer Dramatischen Dichtung: Eine Säkularbetrachtung. Voss, Leipzig 1911 (Neuauflage: BiblioBazaar, 2010, ISBN 1-147-72005-3).
- Adam Mickiewicz und sein „Konrad Wallenrod“. In: Deutsche Warschauer Zeitung, 10. und 13. März 1916.
- Heinrich Wilhelm von Gerstenberg und der Sturm und Drang
  - Band 1: Gerstenbergs Leben, Schriften und Persönlichkeit. Winter, Heidelberg 1920.
  - Band 2: Gerstenberg als Typus der Übergangszeit. Winter, Heidelberg 1924.
- Joseph: ein neues Werk von Goethe; ein Altonaer Fund. In: Hamburger Fremdenblatt: Abend-Ausgabe, 7. September 1920, 2. Beilage. zu Nr. 434, S. 9.
- Gerstenberg. In: Die Heimat, Februar 1924, Band 34, Nr. 2, S. 33–37 (Digitalisat).
- H. W. von Gerstenberg als Correspondent von August von Hennings und Charles de Villers. In: Zeitschrift der Gesellschaft für Schleswig-Holsteinische Geschichte, 1926, Band 55, S. 450–472 (Digitalisat).
- Klopstock und Holstein. In: Zeitschrift der Gesellschaft für Schleswig-Holsteinische Geschichte, 1927, Band 56, S. 253–270 (Digitalisat).
- Das Theater in Nürnberg: eine Dramaturgie. Spandel, Nürnberg 1925.
- Lessing: Das Erwachen des deutschen Geistes. Horen-Verlag, Leipzig 1931.